# 다지베촌
다지베촌(丹治部村)은 오카야마현 아테쓰군에 있던 촌이다. 현재의 니미시에 해당한다.

## 역사
- 1889년 6월 1일 - 정촌제 시행에 의해 아카군 다지베촌이 발족하였다.
- 1900년 4월 1일 - 뎃타군과 아카군(일부)가 합병해 아테쓰군이 되었다.
- 1955년 2월 11일 - 오사카베정, 가미오사카베촌과 합병해 오사정이 되었다.

## 참고문헌
- 和泉橋警察署 『新旧対照市町村一覧』第2冊（東京 ： 加藤孫次郎、1889（明22））
- 地名編纂委員会 『角川日本地名大辞典33 岡山』（角川学芸出版、1989、ISBN 4-04-001330-1）